# احتلال قوات الدعم السريع لمطار الخرطوم الدولي
احتلال قوات الدعم السريع لمطار الخرطوم الدولي هو احتلال عسكري مستمر لأهم مطار في السودان، مطار الخرطوم الدولي، من قبل قوات الدعم السريع خلال الحرب في السودان كجزء من معركة الخرطوم عام 2023.
تمكنت قوات الدعم السريع من الاستيلاء على المطار في الساعات الأولى من الهجمات على الخرطوم، وكان المطار نفسه مكان الهجوم الرسمي الأول للصراع بأكمله. وأدى الهجوم أيضا إلى مقتل شخصين.
وتسبب احتلال المطار في تدمير ما بين 10 إلى 20 طائرة مدنية تابعة لعدة دول. وتوالت الهجمات عليه في مختلف الأنحاء، مما أدى إلى تدمير المطار.

## خلفية
يقع مطار الخرطوم الدولي في مدينة الخرطوم، عاصمة السودان، وهو أكبر مطار في السودان. ويعتبر المقر الرئيسي ومركز العمليات لشركة الخطوط الجوية السودانية وشركة بدر للطيران. ويعتبر الموقع الحالي للمطار تهديداً للسلامة الجوية ومعايير الأمن الحضري، وقررت الحكومة السودانية إغلاق المطار بعد الانتهاء من بناء مطار الخرطوم الجديد الذي يجري بناؤه على بعد 40 كم من وسط العاصمة.
أسس المطار بعد الحرب العالمية الثانية عام 1947، ووسع لاستيعاب الحركة الجوية في السبعينيات والثمانينيات.

## الهجوم الأول والاستيلاء
في الساعات الأولى من صباح يوم 15 أبريل 2023، بدأت قوات الدعم السريع سلسلة من الهجمات على المنشآت الرئيسية في الخرطوم، بما في ذلك مطار الخرطوم الدولي. وأثناء الهجوم على المطار، أفادت التقارير أن قوات الدعم السريع أطلقت النار على طائرة الخطوط السعودية التي كانت في طريقها إلى المطار، ولكن لم يعلن عن وقوع إصابات بين ركاب الطائرة وطاقمها. كما استولت قوات الدعم السريع على القصر الرئاسي، مقر إقامة الرئيس السوداني السابق عمر البشير، وهاجمت قاعدة عسكرية. وقتل مدنيان في القتال بمحيط مطار الخرطوم. وادعى حميدتي أن قوات الدعم السريع تسيطر على معظم المباني الحكومية في المدينة، لكن البرهان شكك في ذلك.
وفي اليوم نفسه، نفذت القوات المسلحة السودانية عدة هجمات جوية ضد أهداف لقوات الدعم السريع. ووثق المستخدمون على فيسبوك لايف وتويتر تحليق القوات الجوية السودانية فوق المدينة وضرب أهداف قوات الدعم السريع. في 17 أبريل، أعلنت الحكومة السودانية إغلاق المجال الجوي السوداني، الذي اقتصر في البداية على مجال الخرطوم فقط، وأعلن عن وقف إطلاق النار في 18 أبريل الساعة 18:00 بالتوقيت المحلي، الذي أدى إلى انخفاض وتيرة القتال في محيط المطار.

## تدمير الطائرات
في 15 أبريل 2023، اليوم الأول للحرب. وتبين بحسب موقع فلايت رادار 24، تضرر عدة طائرات تابعة للخطوط الجوية السعودية وطيران بدر وطيران سكاي أب. وفي وقت لاحق، أكدت السعودية استهداف إحدى طائراتها قبل إقلاعها، مما أدى إلى إجلاء جميع الركاب والطاقم والموظفين إلى السفارة السعودية.
وفي وقت لاحق، في 17 أبريل 2023، ظهر ذلك من خلال تحليل أجرته صحيفة نيويورك تايمز عبر الأقمار الصناعية، من كل من ماكسار وPlanet Labs، والذي أظهر أن حوالي 20 طائرة دمرت خلال الهجمات على المطار.
اعتبارًا من 21 أبريل، أعلن عن الطائرات المدمرة أو المتضررة التالية في الخرطوم:
- السعودية إيرباص إيه 330-300, وHZ-AQ30
- خطوط سكاي أب الجوية بوينغ 737-86Q, و UR-SQH
- شركة بدر للخطوط الجوية بوينغ 737-8AL, و4L-MWA
- آسيا للشحن الجوي بوينج 737-300F، و PK-YGW
- خطوط بيلكانتو الجوية [البيلاروسية] إليوشن إي أل-76, و EW-576TH
- واحدة إليوشن IL-62, و ST-PRA (مملوكة لحكومة السودان)[17]
- ثلاثة إليوشن-76M
- اثنتان من نوع أنتونوف أن-74
- واحدة من نوع أنتونوف أن-12

في أعقاب النزاع والدمار الذي لحق بمطار الخرطوم الدولي، ألغيت الرحلات الجوية على العديد من شركات الطيران من وإلى السودان على الفور. وشكل القتال الدائر في محيط المطار وتدمير الطائرات المدنية تحديات كبيرة أمام إجلاء الأجانب من المنطقة، ونتيجة لذلك، لم يكن أمام العديد من الأفراد خيار سوى القيام برحلات طويلة بالسيارة إلى بورتسودان ، على بعد حوالي 650 كيلومتراً شمال شرق الخرطوم.
أثر تدمير طائرات على برنامج الأغذية العالمي بشدة وعلى قدرة المنظمة على نقل الموظفين وتقديم المساعدة للناس في جميع أنحاء البلاد.
في 28 أبريل، تعرضت طائرة إجلاء تركية لإطلاق نار في قاعدة وادي صيدا الجوية، وتعرض جسم الطائرة لأضرار، خاصة في نظام الوقود.

## انفجار أغسطس واشتباكات في المطار
في 26 أغسطس 2023، تسبب انفجار بالقرب من مطار الخرطوم الدولي في أضرار في جميع أنحاء مدينة الخرطوم. وقالت القوات المسلحة السودانية في وقت لاحق إن الانفجار وقع بسبب حريق اندلع في مستودع لوقود الطائرات داخل المطار.